# Simón Lecue
Simón Lecue Andrade (* 11. Februar 1912 in Arrigorriaga; † 25. Februar 1984 in Madrid) war ein spanischer Fußballspieler.

## Karriere

### Verein
Lecue spielte bereits mit 15 Jahren für Deportivo Arrigorriaga, den Verein seiner Heimatstadt. 1929 schloss er sich CD Baskonia an und begann, sich einen Namen zu machen, woraufhin bekannte spanische Vereine auf ihn aufmerksam wurden. Zur Saison 1930/31 wechselte er in die Primera División zum baskischen Erstligaaufsteiger Deportivo Alavés. Mit Lecue und Mitspielern wie Jacinto Quincoces gelang dem Verein in den folgenden zwei Jahren jeweils knapp der Klassenerhalt. Vor Beginn der Saison 1932/33 wechselte Lecue zum andalusischen Erstligaaufsteiger Betis Sevilla. In Sevilla entwickelte er sich zu einem der besten Spieler Spaniens und wurde Nationalspieler. Dabei zeichnete er sich insbesondere durch gefährliche Freistöße und einen harten Schuss aus. In der Spielzeit 1934/35 war Lecue einer von Sevillas Schlüsselspielern, als der Verein unter Trainer Patrick O’Connell den bis heute einzigen Meistertitel der Vereinsgeschichte errang. Zur Saison 1935/36 wurde Lecue für 60.000 Peseten vom Hauptstadtklub Real Madrid unter Vertrag genommen. Mit den Madrilenen gewann er 1936 durch einen 2:1-Finalsieg gegen den FC Barcelona den spanischen Pokal. Im Rahmen des Finalspiels erzielte er das Tor zum zwischenzeitlichen 2:0. Anschließend brach der Spanische Berügerkrieg aus. Daraufhin ruhte der Spielbetrieb bis 1939.
Nach dem Bürgerkrieg spielte Lecue zunächst weitere drei Jahre für Real Madrid und erreichte mit den Königlichen im Jahr 1940 erneut das Pokalfinale, welches diesmal jedoch gegen Espanyol Barcelona verloren ging. Zur Saison 1942/43 wechselte er zum amtierenden Meister FC Valencia. In der Spielzeit 1943/44 gewann er daraufhin unter Trainer Eduardo Cubells und an der Seite von Spielern wie Guillermo Gorostiza oder Mundo zum zweiten Mal die spanische Meisterschaft. In den Jahren 1944, 1945 und 1946 zog er mit Valencia zudem drei weitere Male ins Pokalfinale ein, ohne jedoch einen weiteren Pokaltitel erringen zu können. Während der Saison 1946/47, an deren Ende Valencia erneut Meister wurde, verließ Lecue den Verein. Ab 1948 spielte er nochmals ein Jahr lang für den Drittligisten Real Saragossa, mit dem er am Saisonende in die Segunda División aufstieg. Daraufhin beendete Lecue seine Karriere.

### Nationalmannschaft
Lecue debütierte während der WM 1934 am 27. Mai im Rahmen des 3:1-Achtelfinalsieges gegen Brasilien in der Spanischen Nationalmannschaft. Am 3. Mai 1936 schoss er in seinem siebten und letzten Länderspieleinsatz beim 2:0-Sieg gegen die Schweiz das erste und einzige Tor seiner Nationalmannschaftskarriere. Dieses Freundschaftsspiel war zugleich das letzte der Selección vor dem Ausbruch des Spanischen Bürgerkrieges.

## Erfolge
- Spanischer Meister: 1935, 1944
- Spanischer Pokalsieger: 1936
- Campeonato Centro: 1936